# The Warmers
The Warmers — американський пост-хардкор гурт з Вашингтона, округ Колумбія.
Гурт існував з 1994 по 1997 рік.

## Історія
Алек Маккей бачив проєкт Емі Фаріни, Mr. Candy Eater, а також чув, як Емі Фаріна та Хуан Луїс Каррера виступали як ритм-секція для співака/автора пісень Лоїса Маффео (Lois Maffeo). Коли він дізнався, що Емі та Хуан намагаються створити новий гурт, він зв'язався з ними.
Маккей був помітним на хардкор сцені з 14-річного віку, співаючи для гурту The Untouchables, а пізніше приєднався до гурту Faith, і згодом до гурту Ignition. Але він почав грати на гітарі лише тоді, коли навесні 1994 року утворився гурт The Warmers.
Склад гурту The Warmers:
- Алек Маккей (Alec MacKaye) — гітара та вокал (колишній вокаліст Faith),
- Хуан Луїс Каррера (Juan Luis Carrera) — бас-гітара та вокал,
- Емі Фаріна (Amy Farina) — барабани.

"Спочатку я просто збирався співати, і ми знайшли гітариста. Ми знали, що хочемо створити гурт, але не розуміли, як. Тоді я просто сказав. «Дай мені зіграти на гітарі. Я, ймовірно, зможу це зрозуміти» — згадує Маккей.
Хоча Маккей брав участь у багатьох гуртах, він стверджує: «Я насправді не знаю механізми написання пісень. Я не розуміюся на музиці. Якби ти подивилася на мене і сказала: „Зіграй на мі“, я б не знав, де вона».
Ритмічна гітара Яна Маккея та мобільна гра на басу Хуана Луїса Каррери є визначальними елементами звучання The Warmers, але вони витіснені шаленою грою на барабанах Емі Фаріни.
Про стиль Емі Фаріни, Алек Маккей сказав наступне: «Ритм надто приголомшливий. Якби ми взяли гарячого гітариста, вони могли б захотіти розкачати гітару занадто сильно, аж до зриву ритму».
У 1995 році гурт випустив сингл Thin Air / Occupation: Fish (7", 1995, Warmers).
У лютому 1996 року гурт випустив однойменний альбом, на лейблі Dischord Records.
«Іноді мелодія пише власний ліричний вірш. Звук нагадує вам щось, і ви [візуалізуєте] цю річ, і ви бачите певні образи у своїй голові», — каже Маккей.
Тріо багато гастролювало по США, включаючи поїздки з гуртами Sonic Youth і Blonde Redhead. Гурт виступив лише на одному європейському концерті, на фестивалі в Катанії на Сицилії, 27 серпня 1997 року.
Пізніше того ж року гурт The Warmers розпався.
В травні 2004 року був випущений мініальбом вже неіснуючого гурту The Warmers, під назвою Wanted: More. Матеріалом для мініальбому стали 6 демо-пісень, які гурт записав в 1996 році, за рік до того, як гурт розпався.
Композицію «Poked It With A Stick», з однойменного альбому The Warmers, було включено до альбому-компіляції з трьох компакт-дисків 20 Years of Dischord.
Емі Фаріна продовжувала грати в гуртах The Evens та Coriky разом зі своїм чоловіком Яном Маккеєм (братом Алека Маккея).

## Дискографія

### Сингл
- Thin Air / Occupation: Fish (7", 1995, Warmers)

### Альбом
- The Warmers (1996, Inner Ear Studios, Damont та Dischord Records)[3][4]

### Мініальбом
- Wanted: More (2004)[5]